# Mysmenopsis penai
Mysmenopsis penai är en spindelart som beskrevs av Norman I. Platnick och Mohammad U. Shadab 1978. Mysmenopsis penai ingår i släktet Mysmenopsis och familjen Mysmenidae.
Artens utbredningsområde är Ecuador. Inga underarter finns listade i Catalogue of Life.